# Andrés Augusto Mendoza
Andrés Augusto Mendoza Acevedo (n. 1 aprilie 1978, Chincha Alta) este un jucător peruvian de fotbal retras din activitate. A jucat la echipe din Europa, America Centrală și America de Nord. În Liga I a jucat pentru Steaua București, unde s-a remarcat în duelurile aeriene, prin pase decisive și șuturi precise.

## Carieră

### Echipa de club

#### Sporting Cristal
- Primera División Peru: 1996
- Primera División Peruana (Clasura): 1998
- Copa Libertadores: Finalist 1997

#### Club Brugge
- Prima Divizie Belgiană: 2002-03
- Cupa Belgiei: 2001-02, 2003-04
- Supercupa Belgiei: 2002, 2003, 2004
- Bruges Matins: 2000, 2001, 2004

#### Monarcas Morelia
- InterLiga: Locul secund 2009

### Goluri
| # | Data              | Oraș                     | Adversar | Scor | Rezultat   | Competiție                                        |
| - | ----------------- | ------------------------ | -------- | ---- | ---------- | ------------------------------------------------- |
| 1 | 27 martie 2001    | Lima, Peru               | Chile    | 3–1  | Victorie   | Calificarea la Campionatul Mondial de Fotbal 2002 |
| 2 | 6 septembrie 2003 | Lima, Peru               | Paraguay | 2–1  | Victorie   | Calificarea la Campionatul Mondial de Fotbal 2006 |
| 3 | 9 septembrie 2005 | Santiago de Chile, Chile | Chile    | 1–2  | Înfrângere | Calificarea la Campionatul Mondial de Fotbal 2006 |
| 4 | 21 noiembrie 2007 | Quito, Ecuador           | Ecuador  | 1–5  | Înfrângere | Calificarea la Campionatul Mondial de Fotbal 2010 |